# Stanislav Yevgrafovich Petrov
Trung tá Stanislav Yevgrafovich Petrov (tiếng Nga: Станислав Евграфович Петров; sinh năm 1939) là một sĩ quan Liên Xô trong lực lượng Phòng không Xô viết Voyska PVO, người vào ngày 26 tháng 9 năm 1983 đã có công cứu thoát cả thế giới khỏi nguy cơ chiến tranh thế giới lần thứ ba. Hiệp hội Công dân Thế giới đã công nhận và trao tặng ông giải thưởng đặc biệt Công dân thế giới ngày 21 tháng 5 năm 2004.